# Eberhard Graf von Schmettow
Bernhard Gottfried Max Hugo Eberhard, Graf von Schmettow, usualmente abreviado como Eberhard Graf von Schmettow (17 de septiembre de 1861 - 21 de enero de 1935), fue un general alemán de la I Guerra Mundial.

## Biografía
Eberhard von Schmettow nació en Halberstadt, Prusia, como hijo de Maximilian Graf von Schmettow el 17 de septiembre de 1861. En 1881 se unió al regimiento de ulanos del Ejército prusiano y pasó los siguientes 25 años como oficial de caballería y estado mayor; también sirvió como aide-de-camp del emperador Guillermo II. Pasó a ser comandante del 1º Regimiento Personal de Coraceros en 1906, de la 5ª Brigada de Caballería en 1911 y de la Brigada de Húsares de la Guardia en 1912. Von Schmettow fue promovido a mayor general en enero de 1913.
Cuando empezó la I Guerra Mundial el General von Schmettow estuvo brevemente en el frente occidental antes de ser enviado al frente oriental, donde se le dio el mando de la 9ª División de Caballería y, en 1915, de la 8ª División de Caballería. En agosto de 1916 comandó brevemente la 195ª División de Infantería y fue promovido a teniente general. Fue asignado para liderar el recién creado Cuerpo de Caballería Schmettow como parte del 9º Ejército durante la campaña rumana. Este inicialmente consistía de los restos de la 3ª División de Caballería, la 1ª División de Caballería Austríaca y la 51.ª División de Infantería del Honved Húngaro. Por sus servicios en la campaña Schmettow recibió la Pour le Merite.
A principios de 1917 Schmettow y su cuerpo fueron transferidos al frente occidental, formado ahora por la 6ª y la 7ª Divisiones de Caballería. Poco después el cuerpo cambió, desmontando e intercambiando la mayoría de unidades montadas ya que la caballería se hizo menos necesaria, y fue renombrado 65º Cuerpo o Gendkdo z.b.V. 65 ("Comando General para Uso Especial"). Schmettow luchó en la 2ª y 3ª batalla del Aisne. Cerca del fin de la guerra el cuerpo, consistente por ahora de la 5ª, 50.ª y 216ª Divisiones de Infantería así como de la 4ª División de Infantería de la Guardia, participó en la Segunda batalla del Marne. Por sus servicios en esta última Schmettow recibió las hojas de roble para su Pour le Merite.
Después del armisticio el General von Schmettow renunció a su comisión y finalizó su servicio militar el 22 de febrero de 1919; falleciendo en Görlitz el 21 de enero de 1935. 

#### Familia
Se casó con Agnes von Rundstedt —hermana del famoso Mariscal de Campo de la Wehrmacht— y tuvo tres hijas y dos hijos varones. Eberhard también era primo del contemporáneo general de caballería Egon Graf von Schmettow.
Uno de sus hijos, el teniente Maximilian von Schmettow, cayó en Cunel en 1918. Su otro hijo, Rudolf von Schmettow, sirvió en el regimiento de su padre y después se convirtió en teniente general en la Wehrmacht. Comandó las tropas alemanas en las Islas del Canal, donde su honorable, caballerosa y sensible influencia fue eventualmente reconocida como clave para la relativa ausencia de extremismo y opresión durante la ocupación.

## Fechas de rango
- 16.04.1881 - Sekonde-Lieutenant
- 15.02.1890 - Teniente Primero
- 15.12.1894 - Rittmeister
- 18.04.1901 - Mayor
- 10.04.1906 - Oberstleutnant
- 20.04.1909 - Oberst
- 27.01.1913 - Generalmajor
- 18.08.1916 - Generalleutnant

## Honores y condecoraciones
Órdenes y condecoraciones alemanas
- Prusia:
  - Caballero del Águila Roja, 3ª Clase con lazo y corona
  - Pour le Mérite (militar), 11 de diciembre de 1916; con Hojas de Roble, 4 de agosto de 1918
  - Cruz de Hierro (1914), 2ª y 1ª Clases
  - Caballero de la Corona Prusiana, 2ª Clase
  - Cruz de Caballero de la Real Orden de Hohenzollern
  - Caballero de Justicia de la Orden de San Juan
  - Cruz al Servicio
- Gran Ducado de Baden: Caballero de la Orden de Bertoldo I
- Ducado de Brunswick: Comandante de Enrique el León, 2ª Clase
- Hesse y el Rin: Cruz de Honor de la Orden de Felipe el Magnánimo, 24 de mayo de 1903[3]
- Lippe-Detmold: Cruz de Honor de la Orden de la Casa de Lippe, 2ª Clase
- Gran Ducado de Mecklemburgo-Schwerin: Cruz de Honor del Grifón
- Gran Ducado de Oldemburgo: Oficial de la Orden de Pedro Federico Luis
- Sajonia-Weimar-Eisenach: Caballero del Halcón Blanco, 2ª Clase
- Reino de Sajonia: Oficial de la Orden de Alberto
- Reino de Wurtemberg: Caballero de la Corona de Wurtemberg, con Leones Dorados

Órdenes y condecoraciones extranjeras
- Imperio austrohúngaro: Caballero de la Corona de Hierro, 1ª Clase con Decoración de Guerra, 1915[4]
- Reino de Bulgaria: Caballero de San Alejandro
- Dinamarca: Comandante de Dannebrog, 2ª Clase, 3 de abril de 1903[5]
- Reino de Italia:
  - Caballero de los Santos Mauricio y Lázaro
  - Comandante de la Corona de Italia
- Imperio ruso: Caballero de San Estanislao, 3ª Clase
- España: Caballero de la Orden al Mérito Militar, 2ª Clase
- Reino Unido: Comandante Honorario de la Real Orden Victoriana, 27 de febrero de 1905[6]